# Dubai Marina
Dubai Marina är en stadsdel i Dubai i Förenade Arabemiraten och är ett av de nyetablerade bostadsområden som ligger i stadens sydvästra utkant cirka 25 kilometer från centrum. Området gränsar till Jebel Ali i sydväst, stadsdelarna  Al Sufouh och Dubai Media City i nordost samt Sheikh Zayed-vägen (E11, Sheikh Zayed Road) i öster. Dubai Marina präglas av Flerbostadshus i form av höga skyskrapor där några är bland de högsta i världen, till exempel de 400 meter höga 23 Marina och Princess Tower, samt sitt konstgjorda vattensystem med kanaler och småbåtshamnar. Det en även känt för Dubai Marina Mall samt sina promednadvägar kantade av kaféer, butiker och restauranger. 
Dubai Marina är cirka 4 km² till ytan och hade ungefär 20 000 innevånare 2009.